# Jönsson
Jönsson ist ein ursprünglich patronymisch gebildeter schwedischer Familienname mit der Bedeutung „Sohn des Jöns“, einer südschwedischen Form von Johannes.
Die dänische Variante des Namens ist Jønsson.

## Namensträger
- Alfred Jönsson (* 1998), schwedischer Handballspieler
- Amy Jönsson Raaholt (* 1967), norwegische Tennisspielerin
- Anna Jönsson Haag (* 1986), schwedische Skilangläuferin
- Bengt-Åke Jönsson (* um 1939), schwedischer Badmintonspieler
- Birgitta Jönsson (* 1961), schwedische Schwimmerin
- Carl Jönsson (1870–1949), deutscher Schauspieler
- Caroline Jönsson (* 1977), schwedische Fußballspielerin
- Claus Jönsson (1930–2024), deutscher Physiker
- Cornelia Jönsson (* 1980), deutsche Schriftstellerin und Therapeutin
- Egon Jönsson (Fußballspieler, 1921) (1921–2000), schwedischer Fußballspieler und -trainer
- Egon Jönsson (Fußballspieler, 1926) (1926–1985), schwedischer Fußballspieler
- Emil Jönsson (* 1985), schwedischer Skilangläufer
- Fredrik Jönsson (* 1972), schwedischer Springreiter
- Gösta Jönsson-Frändfors (1915–1973), schwedischer Ringer
- Hannah Jönsson, Geburtsname von Hannah Ryggen (1894–1970), schwedisch-norwegische Textilkünstlerin
- Hans Jönsson (1913–1993), deutscher Komponist und Dirigent
- Henrik Jønsson (* 1967), dänischer Basketballspieler
- Jan Jönsson (Reiter) (* 1944), schwedischer Vielseitigkeitsreiter
- Jan Jönsson (Fußballspieler) (* 1960), schwedischer Fußballspieler und -trainer
- Jens Jønsson (* 1993), dänischer Fußballspieler
- Jöns Jönsson (* 1981), schwedischer Filmregisseur und Drehbuchautor
- Jon Jönsson (* 1983), schwedischer Fußballspieler
- Jörgen Jönsson (* 1972), schwedischer Eishockeyspieler
- Karin Floengård Jönsson (* 1988), schwedische Stuntfrau und Schauspielerin
- Kenny Jönsson (* 1974), schwedischer Eishockeyspieler
- Niclas Jönsson (Motorsportler) (* 1967), schwedischer Motorsportler
- Niclas Jönsson (Fußballspieler), schwedischer Fußballspieler
- Pär-Gunnar Jönsson (* 1963), schwedischer Badmintonspieler
- Reidar Jönsson (* 1944), schwedischer Autor
- Rasmus Jönsson (* 1990), schwedischer Fußballspieler
- Roger Jönsson (* 1973), schwedischer Eishockeyspieler
- Silke Jönsson, deutsche Handballspielerin, siehe Silke Jönßon
- Svenerik Jönsson, schwedischer Motorradfahrer
- Ulf Jönsson (* 1958), schwedischer Fußballspieler